# Amastus pseuderebella
Amastus pseuderebella là một loài bướm đêm thuộc phân họ Arctiinae, họ Erebidae.